# North Ryde
North Ryde è un sobborgo di Sydney, nello stato del Nuovo Galles del Sud, in Australia e si trova a 15 chilometri a nord-ovest del quartiere centrale degli affari di Sydney, nell'area del governo locale della città di Ryde che a sua volta è situato nella regione Northern Suburbs di Sydney.

## Storia
I primi riferimenti su North Ryde, emergono con l'edificazione della scuola pubblica nel 1876. Ai tempi era un'area agricola. North Ryde era un'estensione del sobborgo di Ryde, il quale fu chiamato quando fu messo in piedi il negozio Ryde Store di G.M. Pope.
Prese il nome dal suo paese di nascita Ryde nell'isola di Wight (Regno Unito).

## Infrastrutture e trasporti
L'autostrada M2 Hills Motorway passa da North Ryde e collega con la Lane Cove Tunnel motorway, e poi con la Gore Hill/Warringah Freeway, Sydney Harbour Bridge, ed il centro di Sydney.